# Coleophora moehringiae
Coleophora moehringiae é uma espécie de mariposa do gênero Coleophora pertencente à família Coleophoridae.